# Paredes de Nava
Paredes de Nava település Spanyolországban, Palencia tartományban. Paredes de Nava Fuentes de Nava, Frechilla, Valle del Retortillo, Cardeñosa de Volpejera, Villamuera de la Cueza, Villoldo, Manquillos, Perales és Becerril de Campos községekkel határos. Lakosainak száma 1911 fő (2024).

## Népesség
A település népessége az elmúlt években az alábbi módon változott:
| Lakosok száma | 2383 | 2293 | 2141 | 2131 | 2104 | 1997 | 1923 | 1885 | 1899 | 1911 |
|               | 2001 | 2004 | 2007 | 2009 | 2012 | 2014 | 2017 | 2019 | 2022 | 2024 |